# 매현중학교
매현중학교(梅峴中學校)는 대한민국 경기도 수원시 영통구 매탄동에 있는 공립 중학교이다.

## 학교 연혁
- 2002년 1월 14일 : 매현중학교 설립 인가 (36학급)
- 2002년 3월 1일 : 개교
- 2002년 3월 1일 : 초대 이태희 교장 취임
- 2002년 3월 5일 : 제1회 신입생 입학 (11학급 493명)
- 2005년 2월 4일 : 제1회 졸업생 졸업 (11학급 506명)
- 2016년 3월 1일 : 교육부 연구학교 선정
- 2022년 9월 1일 : 제8대 박연길 교장 취임
- 2024년 1월 9일 : 제20회 졸업생 졸업 (6학급 155명)
- 2024년 3월 4일 : 제23회 신입생 입학 (6학급 155명)

## 참고 자료
- 매현중학교 - 한국교육학술정보원 학교알리미